# Azonos helyesírású nemzetközi szavak listája a magyar és más nyelvek között
Az alábbi lista azokat a nemzetközi szavakat tartalmazza betűrendben, amelyek írott alakja – és többé-kevésbé a jelentése is – egybeesik a magyar és más, latin ábécét használó nyelv(ek)en. A szavak mellett – szintén betűrendben – az azonos helyesírást használó nyelvek szerepelnek.
Azok a szavak, amelyek alakja azonos vagy nagyon hasonló, viszont jelentése eltérő (vagyis az ún. hamis barátok), a hamis barátok a magyar és más nyelvek között listán szerepelnek.

## Lista szavak szerint, betűrendben

### A, Á
- aga – horvát
- agilis – latin
- akku – finn
- algebra – angol, cseh, dán, lengyel, német, norvég, olasz, svéd, szlovák
- alibi – angol, német, olasz, szlovák
- alkohol – cseh, horvát, lengyel, szlovák
- allergia – finn, latin, olasz
- alma – azeri
- alpinista – latin, olasz, spanyol, szlovák
- ambulancia – spanyol, szlovák
- anarchia – latin, szlovák
- apostol – bosnyák, horvát, román, szerb
- artista – latin, olasz, portugál, spanyol, szlovák
- atom – angol, cseh, dán, horvát, román, svéd, német

### B
- banán – cseh, szlovák
- banda – horvát, olasz, spanyol, szlovák
- bank – angol, dán, fríz, holland, indonéz, krími tatár, lengyel, német, norvég, svéd, volapük
- benzin – dán, horvát, német, török
- bestia – latin, olasz, spanyol
- bikini – angol, horvát, német, olasz, spanyol, szlovák
- bója – szlovák
- bomba – cseh, olasz, spanyol, szlovák
- bunker – angol, horvát, szlovák

### C
- cédula – spanyol
- ciklus – horvát
- civil – angol, horvát, olasz, portugál, román, spanyol, szlovák
- cukor – szlovák

### D
- diafilm – szlovák
- diagram – szlovák
- diapozitív – szlovák
- diéta – szlovák
- dráma – szlovák

### E, É
- egoista – latin, olasz, szlovák
- elektron - cseh, dán, észt, német, svéd
- epika – horvát, szlovák
- éter – spanyol, szlovák
- evangelista - spanyol
- evidencia – spanyol, szlovák
- extra – angol, latin, spanyol, szlovák

### F
- feminista – latin, olasz, spanyol, szlovák
- figura – horvát, latin, olasz, spanyol
- film – angol, dán, francia, cseh, horvát, lengyel, német, norvég, olasz, román, svéd, szlovák, török
- fizika – horvát
- forma – cseh, horvát, latin, olasz, portugál, spanyol, szlovák
- formula – latin, olasz, szlovák

### G
- gazda – szlovák
- golf – angol, baszk, dán, észt, finn, francia, galiciai, holland, horvát, indonéz, izlandi, katalán, lengyel, luxemburgi, maláj, norvég, olasz, spanyol, svéd, szlovák, török, vietnami
- gorilla – angol, finn

### H
- habitus – latin
- hamburger – angol, horvát, német, szlovák
- hierarchia – latin, szlovák
- horror – angol, latin, portugál, spanyol
- hotel – angol, horvát, német, portugál, román, spanyol, szlovák
- humor – latin, német, spanyol, szlovák
- humorista – latin, spanyol, szlovák

### I
- idea - angol, szlovák
- ikra – horvát, szlovák
- impala – finn
- index – angol, francia, holland, latin, szlovák
- inercia – spanyol
- interferencia – spanyol, szlovák
- internacionalista – spanyol, szlovák
- ion – angol, spanyol
- irrelevancia – spanyol

### K
- kabát – szlovák
- kamera – horvát, szlovák
- kamion – horvát
- karburátor – szlovák
- karfiol – szlovák
- kategória – szlovák
- klinika – szlovák
- koala – finn
- kocka – szlovák
- kód - cseh
- kompót – szlovák
- konzul – horvát, szlovák
- krém – szlovák
- kupola – horvát, szlovák
- kúra – szlovák

### L
- lavór – szlovák
- lift - angol, bosnyák, holland, horvát, román, szerb, szlovák, volapük
- liga – olasz, román, spanyol, szlovák
- lila – spanyol, holland, olasz, német
- lista – olasz, portugál, román, spanyol
- logika – horvát, szlovák

### M
- matematika – baszk, szlovák
- matrac – szlovák
- maximum – angol, latin, szlovák
- melódia – szlovák
- menta – latin, spanyol
- mentor – latin, spanyol, szlovák
- menü - német, török
- mi (személyes névmás) – horvát
- minimum – angol, latin, szlovák
- momentum – latin
- motel – angol, spanyol, szlovák
- motor – angol, latin, német, román, spanyol, szlovák
- múzeum – szlovák

### N
- nacionalista – spanyol, szlovák
- neutron - angol, bosnyák, cseh, dán, észt, francia, horvát, latin, lengyel, német, román, skót, svéd

### O, Ó
- optimista – latin, spanyol, szlovák
- optimum – latin, szlovák

### P
- paprika – horvát, szlovák, német
- papir - norvég
- pár – szlovák
- parabola – angol, azeri, baszk, bosnyák, cseh, horvát, indonéz, latin, lengyel, lett, olasz, skót, szlovák, szlovén, szerb, ukrán
- paradigma – latin, spanyol, szlovák
- paranoia – latin, spanyol, olasz
- park – angol, azeri, bolgár, cseh, dán, észt, fehérorosz, holland, horvát, lengyel, német, norvég, orosz, szlovák, szlovén, szerb, svéd, tatár,  török
- parlament – német, román, szlovák
- pata – spanyol
- pedál – szlovák
- planéta – kasub, szlovák
- pipa - olasz
- pódium – spanyol, szlovák
- pohár – szlovák
- pompa – olasz, spanyol, szlovák
- populista – spanyol, szlovák
- posta – olasz, török
- profit – angol, horvát, szlovák
- program – angol (amerikai), román, szlovák
- propaganda – angol, latin, spanyol, szlovák
- publicista – latin, spanyol, szlovák
- publikum – német, szlovák
- púder – szlovák
- puding – szlovák, német
- pulóver – szlovák
- pult – szlovák
- puma – angol, francia, német, olasz, portugál, spanyol, szlovák
- pumpa – szlovák
- purista – latin, olasz, spanyol, szlovák

### R
- radar – angol, horvát, spanyol, szlovák
- randevú – szlovák
- realista – latin, olasz, portugál, spanyol, szlovák
- recept – horvát, szlovák
- referencia – spanyol, szlovák
- referendum – angol, horvát, szlovák
- rekord – német, szlovák
- relevancia – spanyol, szlovák
- robot – angol, spanyol, szlovák
- rotor – latin, spanyol, szlovák
- rum – angol, horvát, szlovák

### S
- sors – latin
- spanyol – indonéz, jávai
- sport – albán, angol, cseh, dán, francia, holland, horvát, német, norvég, olasz, román, svéd

### T
- tábor – cseh, szlovák
- tarifa – spanyol, szlovák
- taxi – angol, dán, francia, holland, horvát, izlandi, lengyel, norvég, olasz, román, spanyol, svéd, szlovák
- tea – angol
- telefon – cseh, dán, német, norvég, román, svéd, török
- tepsi – török
- terror – angol, latin, spanyol
- terrorista – latin, olasz, portugál, spanyol
- tigris – latin
- tinta – spanyol
- torta – olasz, spanyol, szlovák
- tulipán – spanyol, szlovák
- tumor – latin, spanyol, szlovák
- tundra – angol, szlovák
- túra – szlovák
- turbina – latin, olasz, portugál, spanyol
- turbulencia – spanyol
- turista – latin, olasz, portugál, spanyol, szlovák
- turné – szlovák, török
- turnus – szlovák

### U
- ultimátum – cseh, spanyol, szlovák

### V
- váza – cseh, szlovák
- vipera - olasz
- vehemencia – spanyol, szlovák
- veranda – spanyol, szlovák, olasz
- vodka – angol, cseh, spanyol, szlovák
- volumen – latin, spanyol

### Z
- zebra – angol, bosnyák, cseh, lengyel, olasz, portugál, svéd, szerb, szlovák
- zóna – cseh, szlovák